# Morte fetal
Morte fetal é a morte do feto a partir das 20–28 semanas de gravidez e que resulta no nascimento de um bebé sem sinais vitais. A morte fetal é diferente do aborto espontâneo, que é a perda do bebé no início da gravidez, e de nado-vivo, que é a situação em que um bebé nasce com vida, mesmo que morra imediatamente depois.
Em muitos casos as causas são desconhecidas. Entre as possíveis causas estão complicações da gravidez como pré-eclampsia e complicações do parto, problemas na placenta ou cordão umbilical, doenças congénitas, infeções como malária e sífilis, ou debilidade na saúde da mãe. Entre os fatores de risco estão idade materna superior a 35 anos, tabagismo, consumo de drogas, reprodução medicamente assistida e primeira gravidez. Suspeita-se de morte fetal quando não é sentido qualquer movimento do feto. O diagnóstico pode ser confirmado com ecografia.
A prevenção global de maior parte das mortes fetais é possível com a melhora dos sistemas de saúde. Cerca de metade das mortes fetais ocorrem durante o parto e são mais comuns nos países em vias de desenvolvimento. Quando a morte fetal ocorre antes do parto e dependendo do tempo de gravidez, podem ser usados medicamentos para induzir o parto ou um tipo de cirurgia denominado dilatação e evacuação. Após uma morte fetal, as mulheres correm maior risco de outra; no entanto, a maioria das gestações subsequentes não apresenta problemas semelhantes. A morte fetal pode causar sentimento de culpa na mãe. Entre as possíveis complicações estão depressão, problemas financeiros e ruptura familiar.

Em 2015 ocorreram em todo o mundo cerca de 2,6 milhões de mortes fetais após as 28 semanas de gravidez, o que corresponde a 1 em cada 45 nascimentos. As mortes fetais são mais comuns nos países em vias de desenvolvimento, particularmente no sul da Ásia e na África subsariana.